# Talaská dolina
Talaská dolina (rusky Таласская долина) je mezihorská kotlina v Severním Ťan-Šanu mezi hřbety Kyrgyzský Alatau na severu a Talasský Alatau na jihu. Z převážné části leží v Talaské oblasti Kyrgyzstánu a zasahuje také do Žambylské oblasti Kazachstánu. Kotlina je 250 km dlouhá a rozkládá se v nadmořské výšce 600 až 2000 m. Dnem kotliny protéká řeka Talas.
Svahy a základ dna jsou tvořeny břidlicemi, pískovci, vápenci s intruzí žuly. Povrch tvoří polopouště a suché stepi, jen na dně kotliny a naplaveninových kuželech přítoků Talasu jsou oázy. V dolní části kotliny nad vesnicí Kirovskoe byla vybudována hráz a vzniklá přehradní nádrž slouží k zavlažování. V kotlině leží město Talas.